# Praça Sáenz Peña

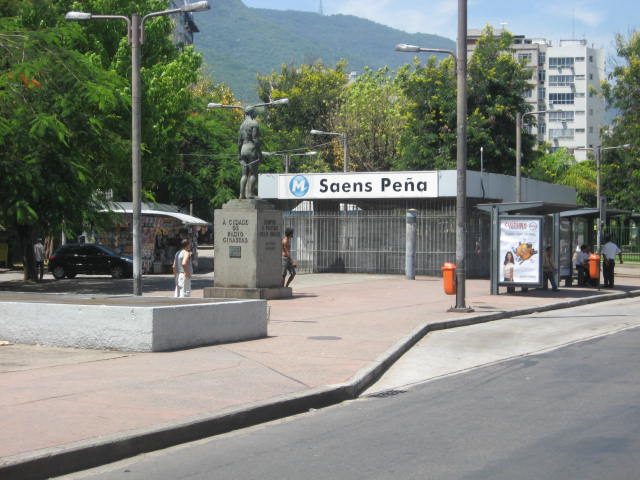
Praça Sáenz Peña, importante centro comercial da Tijuca.

A Praça Sáenz Peña (cujo nome é mais conhecido na grafia popular "Saens Peña") é um logradouro situado no bairro da Tijuca, na Zona Norte da cidade do Rio de Janeiro, no Brasil. Por extensão, toda a região do entorno da praça é conhecida pelo nome "Saens Peña". Essa região constitui-se no principal centro comercial e social do bairro.

## História

### Antecedentes: o século XIX
Na década de 1820, a Tijuca era um arrabalde rural, marcado pela presença de chácaras particulares e fazendas de café.
À época, nas proximidades da atual Praça Sáenz Peña, instalou-se uma fábrica de chitas - na verdade uma estamparia que manufaturava tecidos indianos - considerada uma das primeiras indústrias do país. O arruamento onde se localizava passou a ser conhecido como Rua da Fábrica das Chitas (atual Rua Desembargador Isidro) e o entroncamento do antigo Caminho do Andarahy Pequeno (atual Rua Conde de Bonfim) com a Travessa do Andarahy, que atravessava os terrenos de propriedade do Barão de Bonfim, de D. Isabel Martins e de D. Maria Bibiana de Araújo, a ser conhecido como Largo da Fábrica.
Ao longo do século XIX a Tijuca foi se tornando um bairro de veraneio da aristocracia carioca. O próprio imperador D. Pedro II lá costumava passar algumas temporadas com a família, em casas de amigos.

### A Praça Sáenz Peña

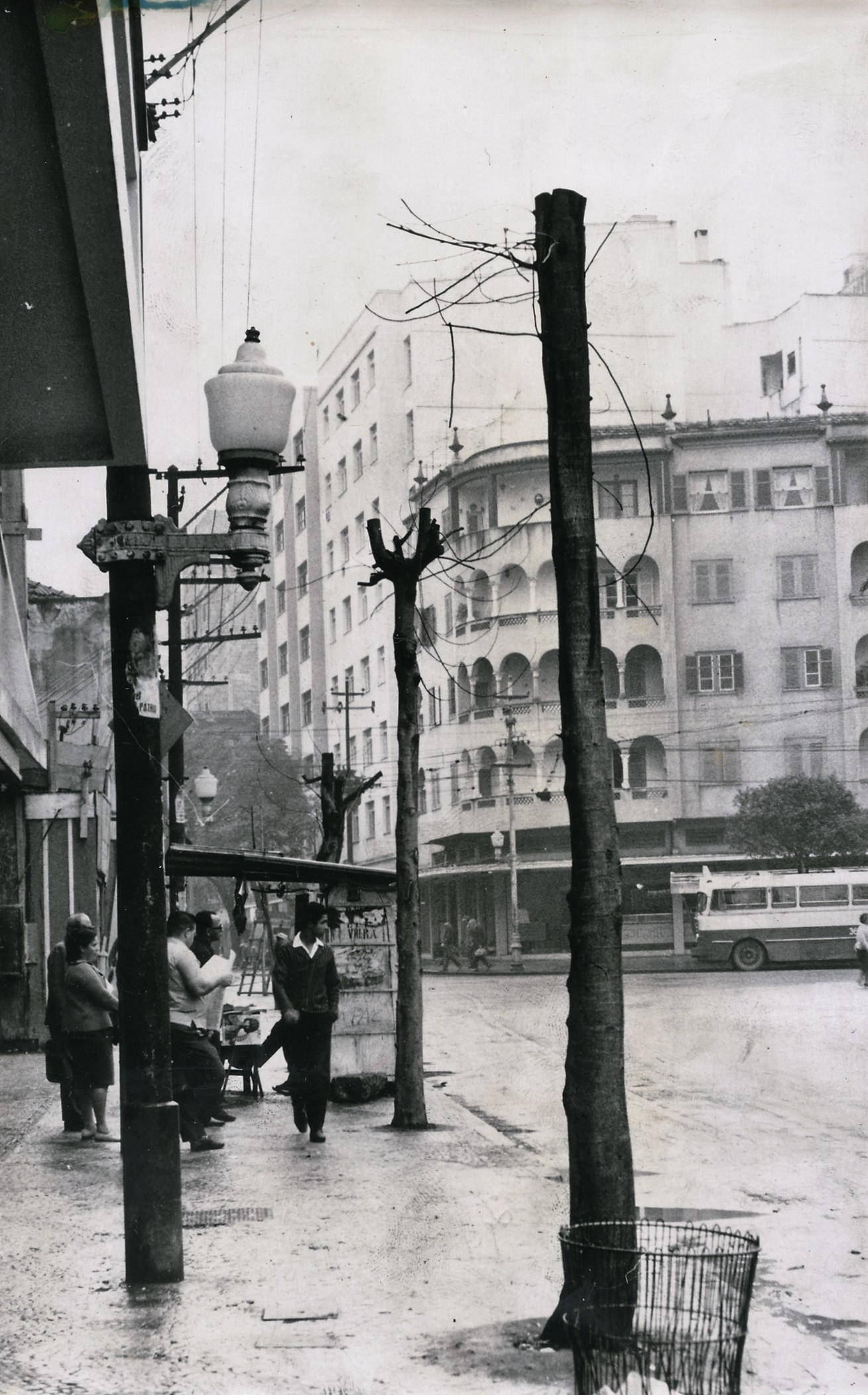
Em 1964.

A partir de 1911, o antigo Largo da Fábrica das Chitas foi rebatizado como Praça Sáenz Peña, em homenagem aos ex-presidentes argentinos Luis e Roque Sáenz Peña, que governaram aquele país entre 1892 e 1895, e 1910 e 1914, respectivamente. O novo logradouro foi inaugurado pelo prefeito do então Distrito Federal, Bento Ribeiro, tendo a praça ganho, à época, o seu primeiro projeto paisagístico, de inspiração francesa.
Na primeira metade do século XX, aos domingos, registrava-se na praça a apresentação de banda marcial no coreto ao seu centro, espaço atualmente preenchido por um lago, cuja primeira versão data de fins da década de 1940. Entre as atividades de lazer destacavam-se as apresentações do teatro de fantoches para crianças. Além dos cinemas, outra grande atração era o Café Palheta, que existiu até os primeiros anos do século XXI.
Às sextas e aos sábados, na praça, realiza-se a "feirinha de artesanato", com dezenas de barracas que oferecem artigos de vestuário, decoração e pequenos presentes.

#### A Cinelândia tijucana
A partir da década de 1920 a Praça Sáenz Peña tornou-se um centro de entretenimento, registrando a maior concentração de cinemas da cidade, superando até mesmo a Cinelândia. As principais salas de cinema eram:
- a Tijuquinha
- o Cine América
- o Carioca
- o Cine Olinda (o maior da cidade) e
- o Cine Metro Tijuca, o mais famoso, com uma fachada tipicamente norte-americana.

Na década de 1950 foram inaugurados:
- Cine Eskie
- o Art-Palácio e
- o Britânia (depois Studio Tijuca)

Entre as décadas de 1970 e 1980 registrou-se o gradual fechamento das salas tijucanas, das quais nenhuma chegou aos nossos dias. O Metro Tijuca, por exemplo, foi fechado em 1976, para dar lugar à loja da cadeia C&A. No terreno do antigo Cinema Olinda foi erguido, no final da década de 1970, o edifício do Shopping 45, com dezenas de escritórios e consultórios, além de lojas, em sua maioria de vestuário e alimentação.

### Do Metrô à atualidade
Em 1976 foram iniciadas as obras de construção da Estação Saens Peña do metrô. Por essa razão, por um longo período, a praça esteve reduzida a um enorme canteiro de obras. Na década de 1990, a praça foi novamente interditada, desta vez para uma intervenção paisagística que ampliou o espelho do lago, trocou o calçamento (com a remoção das pedras portuguesas e a introdução de blocos de concreto, coloridos), rearranjou a posição dos brinquedos e do mobiliário urbano e instalou um local coberto para jogos de mesa. A praça ganhou também grades e portões. A estátua em bronze do radioginasta Oswaldo Diniz Magalhães, morador da Tijuca e que se encontra na Praça desde a década de 1950 foi recolocada em um ponto próximo à rua Carlos de Vasconcelos. Finalmente, em 2011 as grades e portões foram removidos.

## Arquitetura
O projeto original da praça, hoje totalmente descaracterizado, é de autoria de José da Silva Azevedo Neto.
O seu entorno foi marcado pelas construções em estilo Art Déco, muito em voga a partir da década de 1930. Os prédios dos antigos cinemas Carioca (atualmente templo da Igreja Universal do Reino de Deus) e América (atualmente uma drogaria) nas esquinas da Rua Major Ávila (trecho conhecido atualmente como "Rua das Flores"), são exemplos deste período.
A partir da década de 1950 começaram a surgir os edifícios comerciais e residenciais em estilo modernista, marcados pela influência de Oscar Niemeyer. Um único remanescente do estilo néo-clássico vigente no século XX é o prédio da antiga Casa Granado, inaugurado em 1926.